# Cold Fact
Albums de Sixto Díaz Rodríguez
Coming from Reality
(1971)
Cold Fact est le premier album du chanteur et compositeur américain Sixto Díaz Rodríguez, musicien folk américain, sorti en 1970 sur le label Sussex.

## Histoire
Le disque est produit par Mike Théodore et Dennis Coffey. L'album se vend peu aux États-Unis (Rodriguez était lui-même un inconnu aux  États-Unis), mais se vend bien en Afrique du Sud et en Australie sans que Rogriguez lui-même le sache,.
En 1971, l'album sort en Afrique du Sud sur les labels Gallo Records et A&M Records. En 1976, plusieurs milliers d'exemplaires de Cold Fact ont été trouvés dans un entrepôt de New York et vendus en Australie en quelques semaines. Il a été classé 23e dans les charts australiens, où il y est resté pendant 55 semaines. En 1998, Cold Fact a reçu un disque de platine en Afrique du Sud, et a été 5 fois platine en Australie. Rodriguez a depuis fait des tournées en Afrique du Sud et en Australie avec beaucoup de succès, mais il reste relativement peu connu dans son pays natal.

## Titres
| No  | Titre                                                             | Durée |
| --- | ----------------------------------------------------------------- | ----- |
| 1.  | Sugar Man                                                         | 3:45  |
| 2.  | Only Good For Conversation                                        | 2:25  |
| 3.  | Crucify Your Mind                                                 | 2:30  |
| 4.  | This Is Not a Song, It's an Outburst: Or, The Establishment Blues | 2:05  |
| 5.  | Hate Street Dialogue                                              | 2:30  |
| 6.  | Forget It                                                         | 1:50  |
| 7.  | Inner City Blues                                                  | 3:23  |
| 8.  | I Wonder                                                          | 2:30  |
| 9.  | Like Janis                                                        | 2:32  |
| 10. | Gommorah (A Nursery Rhyme)                                        | 2:20  |
| 11. | Rich Folks Hoax                                                   | 3:05  |
| 12. | Jane S. Piddy                                                     | 2:54  |